# Окулов, Михаил Александрович
Михаил Александрович Окулов (10 февраля 1918, Харовский район — не ранее 1986) — советский хозяйственный, государственный и политический деятель.

## Биография
Родился в 1918 году в селе Пожарище. Член ВКП(б) с 1939 года.
Военнослужащий Советской армии, участник Великой Отечественной войны. С 1946 года — на хозяйственной, общественной и политической работе. В 1946—1986 гг. — заведующий отделом, заместитель редактора газеты «Бакинский рабочий», заместитель заведующего отделом ЦК КП Азербайджана, главный редактор газеты «Бакинский рабочий».
Избирался депутатом Верховного Совета Азербайджанской ССР 6-11-го созывов.
Умер после 1986 года.